# Francisco da Costa (compositor)
Francisco da Costa (m. Lisboa?, 1667) foi um cantochanista e compositor português.

## Biografia
De Francisco da Costa pouco se sabe. Foi religioso da Ordem de Cristo e esteve baseado na colegiada da mesma ordem em Lisboa. Morreu em 1667. Desenvolveu atividade como cantochanista e compositor de música sacra. Diogo Barbosa Machado refere que tinha produzido dois manuscritos com obras de música. Na Biblioteca Nacional de Portugal sobrevive um manuscrito com Paixões da Sexta-feira Santa originalmente para quatro vozes escritas no estilo de fabordão. O conjunto sobrevive de forma incompleta, faltando duas das vozes; não obstante é uma fonte relevante para o estudo do canto da Paixão português.